# Bridgewater-Kanal
Der 1761 in Betrieb genommene Bridgewater-Kanal ist ein für Kanalboote bis 4,5 Meter Breite (14 Fuß 9 Zoll) gebauter Kanal im Nordwesten Englands, der von den Kohlengruben des Herzogs von Bridgewater bei Worsley zunächst nach Manchester geführt und später nach Runcorn verlängert wurde. Da er ohne jegliche Schleusen auf gleichem Niveau erbaut wurde, war die für spätere Kanäle mit Tunneln und zahlreichen Schleusen gewählte Breitenbeschränkung von 7 Fuß (2,13 m) nicht erforderlich.
Das Barton Aqueduct, das den Kanal ursprünglich über den Irwell führte, wurde damals als technisches Weltwunder wahrgenommen. Seit 1893 steht an seiner Stelle das Barton Swing Aqueduct.

## Route
Der Kanal endete ursprünglich im Castlefield Basin, wo die als Binnenfrachtschiff verwendeten Boote ihre für die Stadt Manchester bestimmte Ladung löschten. Hier beginnt seit 1804 der in nordöstliche Richtung durch Manchesters Innenstadt verlaufende Rochdale Canal.
Von Castlefield führt der Kanal zunächst 7 km in westlicher Richtung zur Watersmeet-Kanalkreuzung. Dabei passiert er die inzwischen außer Betrieb genommene Hulme-Schleuse, die einst Anschluss zum Irwell und dem Manchester Ship Canal ermöglichte. Eine Schleuse neueren Datums bei Pomona verbindet heute den Bridgewater-Kanal mit dem Manchester Ship Canal.

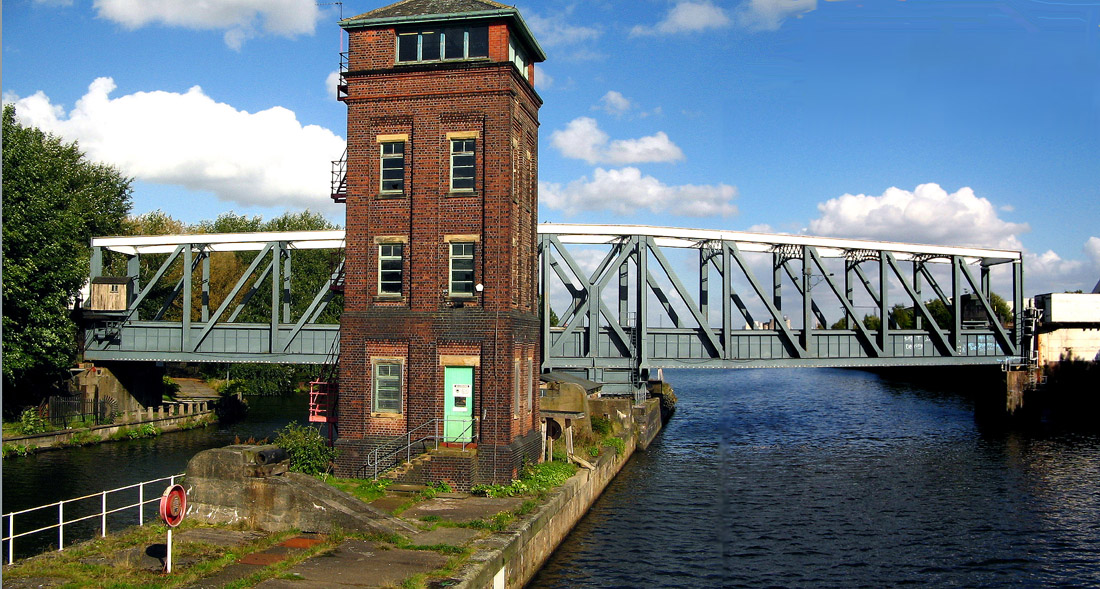
Barton Swing Aqueduct

Bei Waters Meeting verzweigt sich der Kanal. Der ursprüngliche Kanal führt 16 km nach Nordwesten zum Dorf Worsley und der dortigen Kohlengrube von Francis Egerton, 3. Duke of Bridgewater, der den Bau des Kanals, der auch seinen Namen trägt, initiierte und finanzierte. Auf diesem Teilstück führt der Kanal bei Eccles auch mittels des Barton Swing Aqueduct über den Manchester Ship Canal. Dieses Teilstück des Kanals wurde 1799 um 8 km nach Leigh zum Anschluss an den Leeds and Liverpool Canal verlängert.

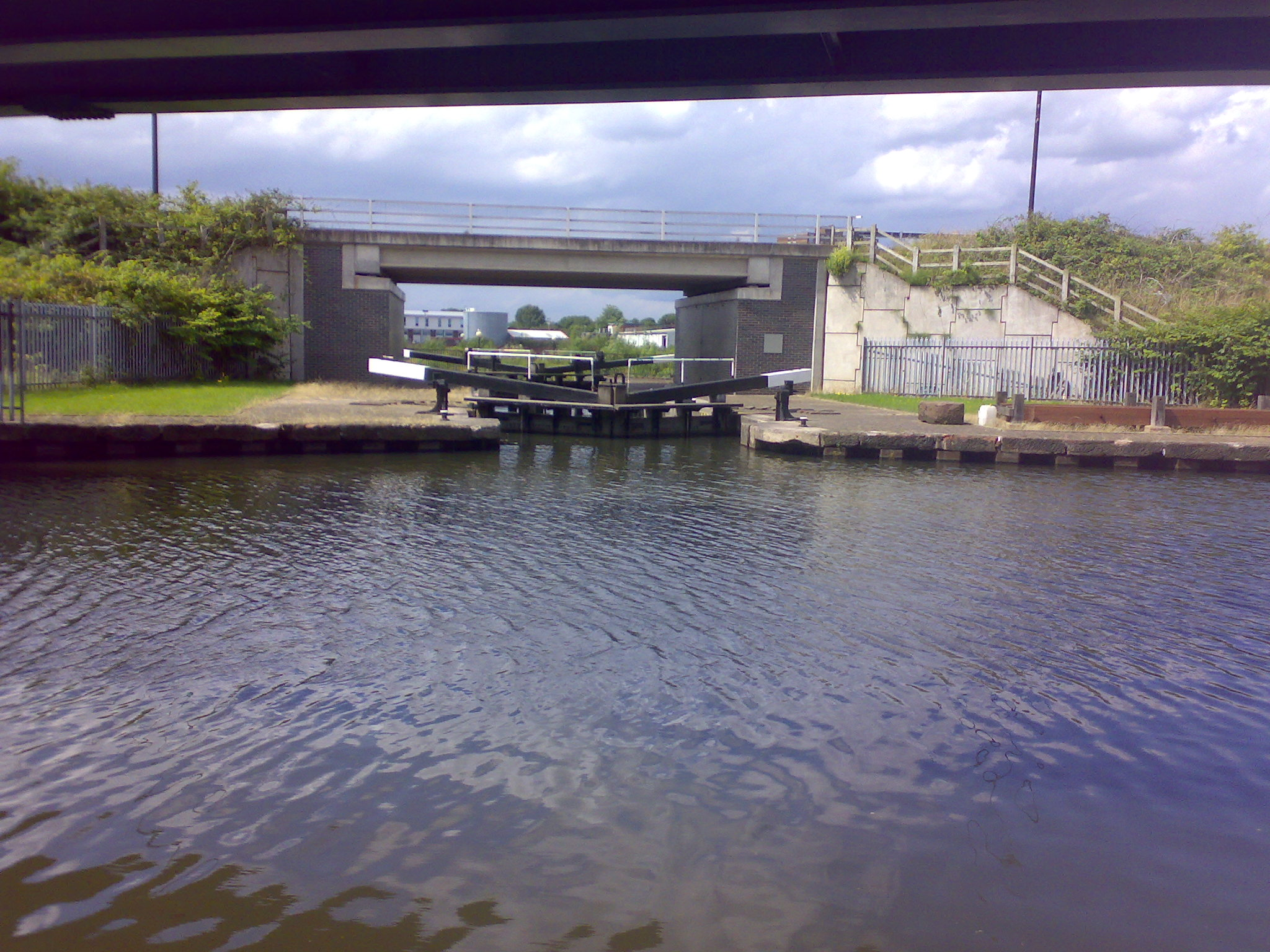
Kreuzung von Bridgewater-Kanal und Manchester Ship Canal

Von Waters Meeting führt der heutige Hauptkanal, der technisch und historisch eigentlich eine spätere Erweiterung zu dem oben beschriebenen Kanalteilstück darstellt, für etwa 32 km südwestlich nach Runcorn. Dieses Teilstück des Kanals passiert die Städte Sale und Lymm im Zentrum, die Stadt Warrington südlich und an der Kanalkreuzung bei Preston Brook nahe Runcorn erfolgt über einen kurzen Abzweig eine Verbindung mit dem Trent-Mersey-Kanal.
Der Kanal endet heute im Runcorn Basin. Die Schleusen, die einst von dort zum Fluss Mersey und später zum Manchester Ship Canal und den dortigen Docks führten, wurden Mitte der 1960er Jahre stillgelegt. Ein privater Verein, die Runcorn Locks Restoration Society, bemüht sich um die Restaurierung und Wiederinbetriebnahme der Schleusen.

## Geschichte
Der Bridgewater-Kanal wird als der erste „moderne“ Kanal in England bezeichnet, denn er war ein künstlich angelegter Wasserweg, der existierende Wasserläufe lediglich zur Wasserversorgung nutzte und diese nicht nur zu einem befahrbaren Wasserweg ausbaute.

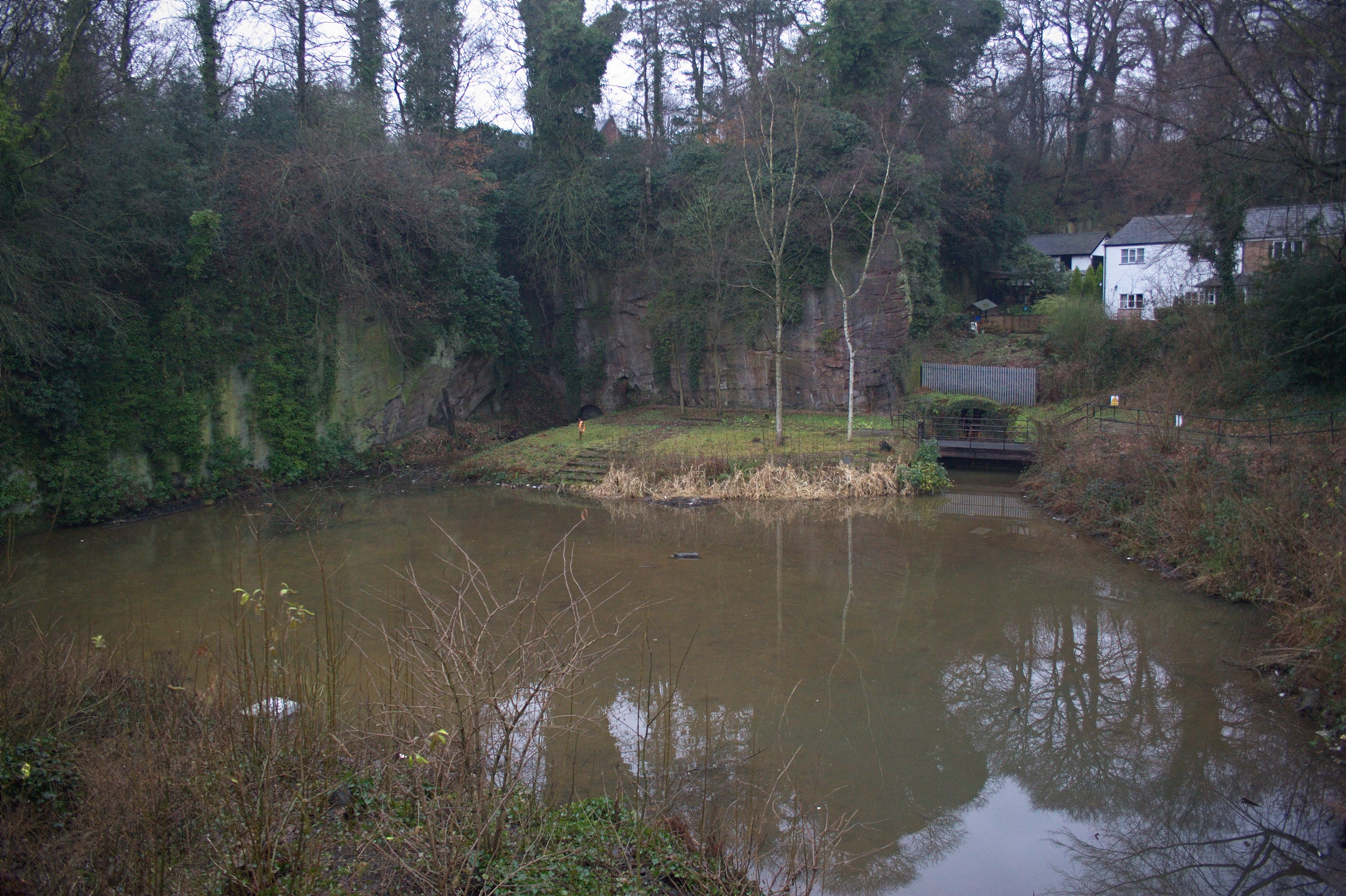
Ein- und Ausfahrt des Kanals in die Kohlengrube

Der Bridgewater-Kanal wurde gebaut, weil Francis Egerton, 3. Duke of Bridgewater, nach einem effizienten Transportweg für Kohle aus seinen Kohlegruben bei Worsley nach Manchester suchte, wo die Industrielle Revolution für große Umwälzungen sorgte. Der Kanal wurde mittels eines Kanaltunnels in die unterirdische Kohlegrube geführt und löste nebenbei noch das Problem der Grubenentwässerung. Auch musste die Kohle nicht über einen senkrechten Schacht an die Oberfläche gefördert werden, sondern konnte bereits unterirdisch in die Kanalboote verladen werden.
Der Duke beauftragte James Brindley, den Kanal zu bauen, der diesen bis 1761 fertigstellen konnte. Zu dieser Zeit wurde der Bau des Kanals als großartige Ingenieursleistung betrachtet, der Brindley zum gesuchtesten Kanalbauingenieur seiner Zeit machte.
Aber auch der Duke of Bridgewater kam auf seine Kosten. Er hatte ca. 200.000 Pfund in den Kanalbau investiert und erlöste jährlich 80.000 Pfund aus dem Betrieb des Kanals. Dieser immense wirtschaftliche Erfolg führte zur sog. canalmania. Durch den erleichterten Kohletransport nach Manchester und folglich das steigende Angebot sank der Kohlepreis innerhalb eines Jahres nach der Eröffnung des Kanals um drei Viertel in Manchester.
Innerhalb der Kohlegrube selbst befanden sich noch über 70 km unterirdischer Kanäle auf insgesamt vier Ebenen, die teilweise durch ein Schiffshebewerk in Form eines Schrägaufzuges untereinander verbunden waren. Diese wurden mit kleineren Schuten befahren, die eine Nutzlast von bis zu 12 t transportieren konnten. 1887 wurde die Grube endgültig aufgegeben.
Bis etwa 1975 erfolgte noch kommerzieller Frachtverkehr auf dem Bridgewater-Kanal, seither ist er der Freizeitschifffahrt mit den als schwimmende Ferienwohnung konzipierten modernen Narrowboats vorbehalten. Hierfür bildet der Bridgewater-Kanal ein wesentliches Teilstück des Cheshire Rings, eines Kanalrundkurses durch Cheshire.
Der Bridgewater ist einer der wenigen niemals verstaatlichten Kanäle. Er gehört noch immer der privaten Manchester Ship Canal Company.
An Neujahr 2025 kam es aufgrund Dauerregens zu einem Bruch der Kanalböschung im Bereich der Ortschaft Little Bollington, wo der Kanal unweit der Dunham Massey Hall in Hochlage zu einem Aquädukt geführt wird, der den River Bollin überquert. Die Kanalhaltung lief weitgehend leer, es wurden keine Personenschäden bekannt. Bereits 1971 kam es in unmittelbarer Nähe zum Schadensort zu einem gleich gelagerten Böschungsbruch.

## Bibliographie
- Hugh McKnight: The Shell Book of Inland Waterways. 2. Auflage. David & Charles PLC, 1981, ISBN 978-0-7153-8239-4.
- Michael E. Ware: Britain's lost waterways. Moorland, 1989, ISBN 0-86190-327-7.
- Francis Henry Egerton: Description du Plan Incliné Souterrain (Beschreibung des unterirdischen Schiffshebewerks), Online-Version bei Google Books